# Phiala esomelana
Phiala esomelana är en fjärilsart som beskrevs av George Thomas Bethune-Baker 1927. Phiala esomelana ingår i släktet Phiala och familjen Eupterotidae. Inga underarter finns listade i Catalogue of Life.